# Campoplex leucoraphis
Campoplex leucoraphis är en stekelart som beskrevs av Maximilian Spinola 1851. Campoplex leucoraphis ingår i släktet Campoplex och familjen brokparasitsteklar. Inga underarter finns listade.